# Miss Drag Lisboa
O Miss Drag Lisboa é um concurso de drag queens criado em 2017 e que ocorre em Lisboa,  com o objetivo de celebrar a arte do transformismo, promover a diversidade e dar visibilidade à cultura LGBTQIA+ em Portugal. O evento foi fundado pela artista luso-canadiana Miss Moço, reconhecida por ter participado no programa Canada's Drag Race, em parceria com o produtor Miguel Rita.

## História
Criado em 2017, o evento reúne artistas drag de diferentes estilos, identidades e experiências para competirem entre si através de várias provas, incluindo performances, passarelas e entrevistas. A sua primeira edição teve lugar na Galeria Zé dos Bois, sendo atualmente realizado no Estúdio Time Out, no Mercado da Ribeira, em Lisboa, entre os meses de setembro e novembro.
Em 2023, foi criado o título Miss Drag Lisboa All Stars, uma edição especial que reuniu participantes de anos anteriores.

## Edições
| Ano  | Miss Drag Lisboa   | Miss Drag Lisboa All Stars                                                                                                 | Concorrentes                                                                                         | Jurado                                                         | Ref.          |
| ---- | ------------------ | --- | --- | -------------------------------------------------------------- | ------------- |
| 2017 | Sylvia Koonz       | | Lila Fadista, Cher No-Billz, Nevada Popozuda, Kiki Milano, Paula Lovely, Dama de Paus e Sylvia Koonz | Cecília Henriques, Rebecca Bunny e João Marques (Nyma Charles) | [ 3 ] [ 4 ]   |
| 2018 | Lola Herself       | Lexa Black, Cher No-Billz, Imperatrisha, Valley Dation, Zazu Lacroix e Lola Herself                                        | Stefani Duvet, Sofia Aparício, Manuel Moreira, Belle Dommage e Stephan Elliott                       | [ 5 ] [ 6 ]                                                    |               |
| 2019 | Babaya Samambaia   | Blue Velvet, Ella Queen, Miss Louise, Zazu LaCroix, Babaya Samambaia, Vanilla Angeles, Morgana, Demi Starlight e Aphrodiet | Filomena Cautela, Vítor D’Andrade, Belle Dommage e Stephan Elliott                                   | [ 7 ]                                                          |               |
| 2020 | -                  | Evento cancelado devido à pandemia de COVID-19 em Portugal                                                                 | |                                                                |               |
| 2021 | Suprema Prosperity | Bolör, Çirce, Kara Kills, Imperatrisha, Mary Poppers, Suprema Prosperity, Star Butterfly e Wilda Light                     | Belle Dommage, Miguel Stapleton e Vítor D’Andrade                                                    |                                                                |               |
| 2022 | Felicia Hunter     | Art Drag, Miss Velvet, Fortuna Beige, Keyla Brasil, Tandy 3000, Felicia Hunter, Vylla The Queen e Wilda Light.             | Belle Dommage, Lola Bunny, Sylvia Koonz e Lola Herself                                               | [ 8 ] [ 9 ]                                                    |               |
| 2023 | -                  | Morgana | Valley Dation, Wilda Light, Mary Poppers, Fortuna Beige, Tandy 3000 e Morgana                        | Belle Dommage, Ikaro Kadoshi e Blu Hydrangea                   | [ 10 ]        |
| 2024 | Bebeh Renée        | | Bebeh Renée, Bixa Fina, Dans La Lumière, Lucy Fromell, Isis Jet, Lunna Foster, Ninetee e Samantha    | Ana Moura, Oceana Basílio e Belle Dommage                      | [ 11 ] [ 12 ] |